# Josep Andreu i Fontcuberta
Josep Andreu (de segon cognom molt probablement Fontcuberta) fou un militar català del segle xix d'origen mallorquí que va escriure diversos textos amb diversos pseudònims, la majoria amb el nom de José Andrew de Covert-Spring.

## Biografia
En temps del Trienni Liberal entre 1820-1823 va defensar el liberalisme amb els radicals tant des de la seva posició de militar com d'escriptor. Entre el 1828 i el 1835 va viure a Perpinyà on va tenir accés a idees molt avançades, sobretot de Saint-Simon i algunes influències de Mazzini i de Lamennais.
A la fi del Trienni liberal Capità de caçadors de primer batalló de la Milicia Nacional l'any 1823.
En temps del Trienni Liberal, l'any 1823,
La tardor del 1835 ja era a Barcelona on participava dels cercles polítics més progressistes i provava d'iniciar una carrera com a autor de teatre. També escrivia en diversos mitjans amb un objectiu clarament polític, sobretot a la revista El Propagador de la libertad i el diari El Vapor. En aquest últim, però, va acabar enfrontat amb el seu propietari i per aquest motiu Josep Andreu va impulsar una nova publicació amb el nom de El Nuevo Vapor, el qual no va reeixir i va causar-li una situació financera crítica. Per superar-la va haver de canviar de bàndol i es passà als moderats. La conversió fou tal que el desembre del 1836 va endegar una campanya de difamacions i provocacions contra el liberalisme més esquerrà de Barcelona. La situació arribà a l'extrem que durant la bullanga del 1837 van intentar matar-lo. Per aquest motiu decidí abandonar la ciutat immediatament el mes de maig.